# Bernhard Kalk
Bernhard Kalk (* 27. März 1902 in Lübeck; † 17. Mai 1981 ebenda) war ein deutscher Politiker (SPD).

## Leben
Kalk, der evangelischen Glaubens war, arbeitete als graphischer Hilfsarbeiter in Lübeck. Er war von 1929 bis 1933 Mitglied der Lübecker Bürgerschaft. Von April bis Oktober 1933 wurde er von den Nationalsozialisten im KZ Fuhlsbüttel inhaftiert (sog. Schutzhaft). Danker und Lehmann-Himmel charakterisieren ihn in ihrer Studie über das Verhalten und die Einstellungen der Schleswig-Holsteinischen Landtagsabgeordneten und Regierungsmitglieder der Nachkriegszeit in der NS-Zeit als Protagonisten der Arbeiterbewegung und als „oppositionell-gemeinschaftsfremd“.
Er gehörte dem Landtag Schleswig-Holstein in beiden Ernennungsperioden (1946/47) an.